# Бои за Курахово
Бои за Курахово — бои между ВС РФ и ВСУ во время вторжения России на Украину, шедшие  с 13 сентября 2024 года по 6 января 2025 года и закончившиеся захватом города Курахово Донецкой области российскими войсками.

## Предыстория
В ходе наступления российских войск к июлю 2024 года ВС РФ одержали ряд небольших побед в юго-восточной части Донбасса. После этого целью российских военных стал Покровск, основной автомобильный и железнодорожный центр, через который идёт снабжение ВСУ в этом районе. В июле 2024 года власти предложили эвакуацию жителям Курахово.
В августе 2024 года ВС РФ преодолели линии обороны ВСУ и быстро продвинулись на 10 км в сторону Покровска, также подойдя к Селидово с северной и восточной стороны. После того как ВС РФ столкнулись с линиями обороны ВСУ и прибыло украинское подкрепление, темп наступления российской армии замедлился. 5 сентября главнокомандующий ВСУ Александр Сырский в интервью CNN заявил, что ВСУ удалось остановить продвижение российских войск на Покровском направлении. В связи с этим российские войска перенаправили часть атак южнее — на Кураховское направление.

## Ход боёв
13—15 сентября на кураховском направлении ВС РФ продвинулись в восточной части Максимильяновки и провели атаки в районе Георгиевки (захвачена 14 июня) и Острого (укр. Гостре). Атака на Острое обернулась для российской 5-й отдельной мотострелковой бригады большими потерями бронетехники.
18—21 сентября ВС РФ снова продолжили атаки в районе Курахово возле Георгиевки и Александровки и в сторону Дальнего.
7 октября на кураховском направлении силами механизированной роты российские войска продвинулись в западную часть Островского и заняли половину Максимильяновки.
12 октября ВСУ отразили механизированную атаку российского батальона, состоявшую из 25 бронемашин и пяти танков, в направлении Курахово.
17—18 октября на кураховском направлении российские войска силами механизированного батальона продвинулись в центральной и западной части Максимильяновки и к югу от этого населенного пункта и заявили о его захвате. В районе Максимильяновки была отражена контратака ВСУ, осуществлённая при поддержке бронетехники.
После взятия Угледара и относительно быстрого продвижения ВС РФ на север — 29 октября были захвачены Богоявленка (15 км по прямой от Курахово) и Новоукраинка — российские войска стали наступать на Курахово с трёх направлений.  
29 октября Минобороны РФ заявило, что Вооружённые силы РФ заняли посёлок Цукурино северо-восточнее города Курахово.
По информации Института изучения войны, 30 октября 2024 года Вооружённые силы РФ продвинулись в сторону Курахово к северо-востоку от города.
31 октября Meduza сообщила, что начались бои за город. Механизированная колонна ВС РФ заехала в город с восточной стороны, понеся потери. Другие группы российских войск наступают на Курахово с севера (со стороны занятого ранее Селидово) и с юга (с стороны занятого ранее Угледара).
31 октября 2024 года ISW сообщил о восстановлении ВСУ позиций в лесном массиве, расположенном юго-западнее села Победа, находящегося к юго-западу от Курахово. Также ISW на основании анализа геолоцированных кадров сообщил о продвижении 114-й мотострелковой бригады (51 ОА) ВС РФ к юго-западным границам посёлка Кураховка.
31 октября — 3 ноября продолжились бои к северо-западу от Курахово в районе Новодмитровки; к северу — в районе Новоселидовки, Вознесенки и Кременной Балки; к северо-востоку — в районе Островского и Вовченко; и к востоку — в районе Максимильяновки.
4 ноября украинские войска отошли из района Измайловка-Горняк-Кураховка-Островское, расположенные к северо-востоку от Курахово. Подразделения российской 114-й мотострелковой бригады захватили село Волченка, расположенное северо-восточнее Курахово. ВС РФ продвинулись к юго-западу от Максимильяновки.
5 ноября 2024 года связанный с Минобороны Украины проект DeepState подтвердил, что российские военные заняли село Степановка (оно располагается у северной части водохранилища, в то время как город Курахово расположен у его южной части). DeepState также сообщил о продвижении ВС РФ около Кременной Балки (севернее Курахово), к востоку от города в направлении Курахово, а также южнее города около Богоявленки. По информации украинского военного блогера, ВС РФ также заняли Ильинку, расположенную рядом со Спепановкой. Несмотря на наступление плохих погодных условий, российские войска продолжили усиливать темпы своих атак.
7 ноября 2024 года Минобороны России заявило, что ВС РФ захватили село Кременная Балка севернее Курахова.
8 ноября 2024 года ВС РФ заняли Сонцовку и Вознесенку, угрожая обойти украинский укрепрайон в Курахове с северного фланга.
11 ноября 2024 года в селе Старые Терны произошёл подрыв плотины Кураховского водохранилища. В это время территория, на которой произошёл инцидент, контролировалась ВСУ.
12 ноября Институт изучения войны сообщил о продвижении российских войск в северо-восточной части Курахово, а также в посёлке Дальнее. По оценкам ISW, дальнейшее продвижегие ВС РФ в Дальнем и к западу от посёлка может заставить подразделения ВСУ оставить позиции, расположенные севернее и северо-восточнее Угледара, что даст российским военным возможность продвигаться вдоль трассы С051104 и атаковать позиции украинских военных в Курахово с южной стороны.
12 и 13 ноября ВС РФ продолжили наземные атаки к северо-востоку от Курахово в районе Ильинки; к северу от города в районе Берестков, Новоселидовки и Вознесенки и к северо-западу от Курахово в районе Новодмитровки. К югу от Курахово продолжались тяжелые бои в районах Дальнего, Антоновки, Катериновки, Максимовки и Елизаветовки, а также в районах Константинопольского и Трудового.
15 ноября ВС РФ захватили Максимовку юго-западнее Курахово. Украинская 37-й ОБрМП контратаковала между Максимовкой и Константинопольским.
19 ноября Минобороны РФ заявило, что ВС РФ заняли село Новоселидовка севернее города Курахово.
21 ноября ВС РФ захватили Дальнее, создав с юга непосредственную угорозу окружения Курахово.
24 ноября российские войска захватили Катериновку, начав выдавливать ВСУ из полуокружения вдоль реки Сухие Ялы.
25 ноября подразделения российской 5-й мотострелковой бригады продвинулись до улицы Победы в центре Курахово.
26 ноября Meduza сообщила, что у ВС РФ не получилось преодолеть Кураховское водохранилище с западной стороны и перерезать линии снабжения гарнизона ВСУ, защищающего город. Однако российские военные смогли на лодках переплыть водохранилище в центре города, в то время как другие российские подразделения, наступающие на город с восточной стороны, смогли подойти к центру Курахово. 
28 ноября 2024 года, согласно заявлению Минобороны РФ, Вооружённые силы РФ заняли Новую Ильинку. По информации Института изучения войны, населённый пункт был занят ВС РФ ещё 20 ноября.
30 ноября ВС РФ захватили Берестки на северном берегу Кураховского водохранилища.
30 ноября The New York Times сообщил, что позиции ВС РФ находятся примерно в 5 км от трассы, через которую осуществляется снабжение украинского гарнизона, находящегося в Курахово, что позволяет российским военным наносить удары по украинской технике и военнослужащим.
По информации украинского канала Deep State,  на 3 декабря 2024 года  ВС РФ контролируют почти всю центральную часть Курахово. Под контролем ВСУ остаётся крупная промзона, расположенная в западной части города. Помимо этого, российскими военными занят весь северный берег Кураховского водохранилища. ВС РФ также зашли в село Старые Терны, важного пункта для обороны всего Кураховского участка.
5 декабря ВС РФ захватили Старые Терны на северном берегу Кураховского водохранилища.
6 декабря ВС РФ заняли Новодмитровку.
7 декабря 2024 года Минобороны РФ заявило, что российские военные заняли село Берестки, по мнению  Института изучения войны  занятое ещё 27 ноября 2024 года.
9 декабря ВС РФ заняли все восточные окраины города (малоэтажная застройка), а также часть центра, застроенного многоэтажными домами.
10 декабря ВС РФ заняли элеватор в Курахово.
13 декабря ВС РФ захватили юго-восточнее Курахово сёла Елизаветовку, Романовку и Весёлый Гай.
14 декабря ВС РФ заняли микрорайон «Южный» и в результате стали контролировать почти весь город Курахово. По состоянию на 16 декабря под контролем ВСУ в Курахово оставалась промзона вокруг электростанции, а в серой зоне – западная часть жилой застройки города.
16 декабря российские войска захватили Анновку, расположенную южнее Курахово.
17 декабря ВС РФ захватили Сонцовку, расположенную северо-западнее Курахово.
18 декабря российские войска захватили Трудовое, расположенное южнее Курахово.
19 декабря ВС РФ захватили Константинопольское, расположенное юго-западнее Курахово.
23 декабря российские войска захватили Сухие Ялы и Зеленовку, расположенные юго-западнее Курахово.
К 31 декабря ВС РФ захватили всю жилую застройку Курахово и местность южнее города, а также продвинулись к западной окраине ТЭС (электростанции) с позиций в Старых Тернах (к северо-западу от Курахово и ТЭС) и полуокружили ВСУ на самой электростанции и в промышленной зоне.
3 января российские военные заняли село Шевченко, расположенное северо-западнее города Курахово.
5 января украинские военные покинули подземную часть кураховской тепловой электростанции, российские военнослужащие заняли объект.
5 января 2025 года ВС РФ заняли село Петропавловка, расположенное северо-западнее Курахово.
Геолокационные кадры, опубликованные 5 января 2025, указывают на то, что российские войска продвинулись в полях к юго-востоку от Дачного, лежащего западнее Курахово, что свидетельствует о полном захвате ими города Курахово и его промышленной зоны.
6 января 2025 года Минобороны РФ в своей сводке заявило о полном захвате города Вооружёнными силами Российской Федерации.
7 января 2025 года украинский журналист, главный редактор Цензор.Нет, экс-советник Министра обороны Украины Юрий Бутусов написал в своём Telegram-канале о том, что Курахово «фактически потеряно».
11 января 2025 года украинский OSINT-проект «DeepState» подтвердил, что российские войска заняли город Курахово в Донецкой области.

## Бои западнее Курахова
12 января 2025 года ВС РФ, юго-западнее Курахова, заняли посёлок Янтарное.
17 января 2025 года ВС РФ захватили село Славянка северо-западнее Курахова.
Во второй половине января — первой декаде февраля российские войска продолжали атаки к северо-западу от Курахово в районе Шевченко, к западу от города в районе Константинополя и Андреевки, к юго-западу — в районе Дачного, но не смогли продвинуться вперед. Представитель украинской бригады, действующей на кураховском направлении, заявил, что ВС РФ пытаются выявить уязвимые места в оборонительных линиях Украины, но дождливая и туманная погода размягчает почву и не позволяет российским войскам использовать технику в этом районе.
18 февраля ВС РФ захватили Дачное, тем самым в основном ликвидировав так называемый «кураховский карман», удерживавшийся ВСУ западнее города после оставления Курахова. 21 февраля ВС РФ захватили Улаклы и продолжали атаковать в районе Андреевки, Улаклы и Константинополя с задачей выравнивания линии фронта на этом участке. 
К 21 февраля ВС РФ полностью ликвидировали карман ВСУ, расположенный западнее Курахово. Геолокационные кадры, опубликованные 25 февраля, показывают, что российские войска захватили Андреевку.
8 марта ВС РФ захватили село Константинополь и атаковали западнее Курахово в районе Улаклы, Константинополя и Богатыря и юго-западнее Курахово в районе Розлива.
К 29 марта ВС РФ продвинулись к восточным окраинам посёлка Разлив.
Геокадры, опубликованные 31 марта и 1 апреля, указывают, что ВС РФ продвинулись к северо-западу от Андреевки и захватили Разлив.
17 мая после продолжительных боёв ВС РФ захватили Богатырь и продвинулись к югу от Отрадного.
В связи с выравниванием линии фронта см. Бои на новопавловском направлении

## Оценки
Украинский аналитик и редактор OSINT-проекта «DeepState» Роман Погорелый считает, что взятие Курахово позволит ВС РФ продвинуться на север и атаковать Покровск с нового направления.